# Java-Laufzeitumgebung
Die Java-Laufzeitumgebung (englisch Java Runtime Environment, kurz JRE) ist die Laufzeitumgebung der Java-Technik. Mit ihr werden Programme (Java-Anwendungen) weitgehend unabhängig vom darunter liegenden Betriebssystem ausgeführt. Sie stellt eine Softwareplattform dar, auch Java-Plattform genannt. Sie definiert die Anwendungsprogrammierschnittstellen (APIs) eindeutig und maschinenunabhängig und enthält die virtuelle Maschine (JVM).
Bis zur Version 8 wurde die Java-Laufzeitumgebung separat ausgeliefert und musste auf dem Zielsystem eigens installiert werden. Ab der Version 9 wird die Laufzeitumgebung gemeinsam mit dem Java Development Kit ausgeliefert und auch gemeinsam installiert. Um eine Java-Anwendung auf einem System laufen zu lassen, auf dem keine Java-Laufzeitumgebung installiert ist, muss die Java-Anwendung mit der Java-Laufzeitumgebung gelinkt werden.

## Eigenschaften
Allgemein besteht die Laufzeitumgebung aus der Java Virtual Machine (Java VM), die für die Ausführung der Java-Anwendungen verantwortlich ist, einer Programmierschnittstelle (API, für Application and Programming Interface) und weiteren Programmbibliotheken. Die API stellt die Standard-Klassen der Programmiersprache Java bereit, wie etwa „java.lang.String“. Die virtuelle Maschine und die API müssen aufeinander abgestimmt sein und werden deshalb zur JRE zusammengefasst. Diese kann als virtueller Computer betrachtet werden, welcher in einer virtuellen Maschine einige Prozessoren und als oberste Bibliotheksschicht eine API zur Verfügung stellt.
Die Java-Laufzeitumgebung enthält keine Entwicklungswerkzeuge, wie beispielsweise Compiler. Für die Programmierung mit Java wird das Java Development Kit (JDK) oder eine andere Programmierumgebung, welche ebenfalls Java-Bytecode erzeugt, benötigt.

## Besonderheiten für Microsoft Windows
Das Java-Bedienfeld (Java Control Panel) ist eine Erweiterung für die Systemsteuerung von Microsoft Windows. Dort können Einstellungen der Java-Laufzeitumgebung (JRE) vorgenommen werden. Bei der Installation wird dazu die Datei jpicpl32.cpl bzw. javacpl.cpl zum Systemverzeichnis von Windows hinzugefügt.

## Editionen
Seit dem Erscheinen von Java 2 wird die Java-Laufzeitumgebung in der Form, wie sie von Sun zur Verfügung gestellt wird, in Editionen unterteilt, da Java-Anwendungen auf unterschiedlichen Endgeräten mit unterschiedlichen Charakteristiken eingesetzt werden können, von Mobilgeräten über Desktop-Computer bis zu Servern:
Java Platform Java CardErlaubt es Java-Card-Applets, einem reduzierten Java-Standard folgende Java-Applets auf Chipkarten auszuführen.
Java Platform, Micro Edition (Java ME)Plattform für sogenannte embedded consumer products, wie etwa Smartphones oder Tablets.
Java Platform, Standard Edition (Java SE)Sammlung von Java-Programmierschnittstellen für den generellen Einsatz auf PCs, Servern oder ähnlichen Geräten. Die Java SE dient als Grundlage für die Java-EE- und Java-ME-Technologien.
Java Platform, Enterprise Edition (Java EE)Java SE, angereichert um Programmierschnittstellen für die transaktionsbasierte Ausführung von mehrschichtigen Unternehmens- und Web-Anwendungen.
Die Standard- und die Enterprise-Edition benutzen die gleiche virtuelle Maschine (Java Virtual Machine, JVM), die Programmierschnittstelle ist in der Enterprise-Edition jedoch um zahlreiche Zusatzbibliotheken und Zusatzprogramme (insbesondere für den Anwendungsserver) ergänzt. Jakarta EE (früher Java EE) ist in erster Linie als Spezifikation zu verstehen, für deren Nutzung meist auf kommerzielle Produkte anderer Hersteller oder Open-Source-Software zurückgegriffen wird.
Versionsinformationen sind im Artikel/Abschnitt Java-Technologie #Versionen beschrieben.

### Weitere Varianten
Neben den Implementierungen von Sun Microsystems (seit 2010 Oracle), die üblicherweise als Referenz herangezogen werden, gibt es allgemeine JVMs von IBM. Für Echtzeit-Java oder für spezielle eingebettete Systeme sind sowohl freie Implementierungen der Java-Plattform (Kaffe, JamaicaVM) als auch verschiedene Projekte von Firmen und Universitäten bekannt. Die Java-Komponenten der Android-Plattform für mobile Endgeräte bilden eine weitere, nur teilweise aus SUN-Komponenten bestehende Java-Plattform.

## APIs
Sun Microsystems stellt eine Reihe von Programmierschnittstellen (APIs) zur Realisierung von Softwareprojekten bereit und unterscheidet dabei zwischen solchen, die für alle Arten von Java-Anwendungen relevant sind (Core Java Technology, deutsch „Java-Kerntechnologie“), und solchen, die nur für Desktop-Anwendungen relevant sind (Desktop Java Technology).

### Kerntechnologie
Sun fasst Programmierschnittstellen, die sowohl für Server- als auch für Desktop-Anwendungen nützlich sind, unter dem Begriff Core Java Technology zusammen. Diese Programmierschnittstellen bilden also den Kern der Java-Technologie.

#### Sicherheit
Dem Thema Sicherheit wurde schon in der Frühzeit von Java viel Aufmerksamkeit gewidmet, so leben beispielsweise Java-Applets in einer sogenannten Sandbox, die verhindern soll, dass sie auf dem lokalen Rechner Schaden anrichten können. Neuere Erweiterungen betreffen die Themen Verschlüsselung und Prüfung der Identität von Kommunikationsteilnehmern (Authentifizierung).
- Die Java Cryptography Extension (JCE) definiert Programmierschnittstellen für diverse Verschlüsselungsverfahren.
- Der Java Authentication and Authorization Service (JAAS) definiert Programmierschnittstellen für die sichere Feststellung der Identität eines Anwenders.
- Die Java Secure Socket Extension (JSSE) ermöglicht sichere Kommunikation über SSL.

#### Datenbank-Zugriff
Der Zugriff von Java auf SQL-Datenbanken erfolgt über eine Programmierschnittstelle namens Java Database Connectivity (JDBC, deutsch Java-Datenbank-Verbindungsfähigkeit).

#### Debugging
Für die Anbindung von Debuggern an virtuelle Maschinen wurde eine ganze Architektur namens Java Platform Debugger Architecture definiert.

#### Dokumentation
Das Werkzeug Javadoc erzeugt aus Java-Quelltext HTML-Dateien, die einen guten Überblick über ganze Klassenbibliotheken geben. Durch die Möglichkeit, frei definierte Plug-ins hinzuzufügen, lassen sich damit mit geringem Aufwand auch andere Arten von Dateien aus Java-Quelltext erzeugen.

#### Sonstige Kernbestandteile
Neben Verfahren zur Internationalisierung, hauptsächlich durch die Verwendung von Unicode und die Klasse ResourceBundle (siehe Java Platform, Standard Edition) gehören weitere grundlegende Programmierschnittstellen zur Java-Plattform.
- Remote Method Invocation (RMI) ist ein Verfahren zum Aufruf von Objekten, die auf anderen Rechnern laufen.
- Das Java Native Interface (JNI) bietet die Möglichkeit, Bibliotheken aufzurufen, die in C, C++ oder anderen Sprachen programmiert wurden.
- Das Java Naming and Directory Interface (JNDI) ist eine einheitliche Java-Schnittstelle für viele unterschiedliche Verzeichnisdienste.

#### Optionale Java-Packages und verwandte Technologie
Neben den Kernbestandteilen der Java-Plattform gibt es optionale Komponenten, die diese um zusätzliche Funktionalitäten ergänzen.
- Die Java Management Extensions (JMX) definieren eine Schnittstelle für die Systemverwaltung, mittels der ein Java-Programm während der Ausführung beobachtet oder umkonfiguriert werden kann, sofern es dies unterstützt. Seit Java-Version 5 ist JMX eine Kernkomponente.
- JMX Remote ist eine Erweiterung von JMX über Maschinengrenzen hinweg.
- Java Communications API ermöglicht den Zugriff auf Hardware-Schnittstellen, beispielsweise Parallelports oder USB-Ports.
- Java Telephony API die Anbindung von Telefonen an Java-Programme, zum Beispiel um Anwendungen für Callcenter zu entwickeln.

### Desktop-Technologie
Programmierschnittstellen, die in erster Linie für Anwendungen mit grafischer Benutzungsoberfläche benötigt werden, fasst Sun unter dem Begriff Desktop Java Technology zusammen.

#### Deployment (automatisierte Software-Verteilung und Installation)
Deployment ist die automatisierte Verteilung von Software auf viele Rechner und die Installation darauf. Die Java-Laufzeitumgebung JRE bietet hierzu zwei Verfahren an:
- Das Java Plug-in ermöglicht die Ausführung von Java-Applets in Internet-Browsern.
- Java Web Start startet Java-Anwendungen direkt aus dem Internet. Dabei legt es sie lokal ab, damit sie nur dann erneut geladen werden, wenn es eine neue Version gibt.

#### Komponenten
Mit den JavaBeans verfügt Java über ein eigenes Framework für Softwarekomponenten.

#### GUI
Die Standardklassenbibliotheken für die Erstellung grafischer Benutzeroberflächen (Graphical User Interface, GUI) mit Java heißen Java Foundation Classes (JFC). Sie enthalten neben dem grundlegenden Abstract Window Toolkit (AWT) weitere Klassenbibliotheken:
- Swing ist eine umfangreiche Bibliothek von GUI-Komponenten. In Swing integriert sind Verfahren für die Benutzung durch behinderte Menschen, die unter dem Begriff Accessibility zusammengefasst werden.
- Java 2D ist eine Klassenbibliothek zum Erstellen zweidimensionaler Grafiken.
- Verfahren zur Internationalisierung der grafischen Benutzeroberflächen.

#### Ton-Ausgabe
Für die Ausgabe von Tondateien, zum Beispiel im MIDI- oder WAV-Format, gibt es eine Klassenbibliothek namens Java Sound.

### Webanwendungen
Webanwendungen (serverbasierte Anwendungen, deren Benutzerinteraktion über einen Browser stattfindet) bestehen gewöhnlich aus JSPs (JavaServer Pages) und Servlets. Die notwendigen Interfaces und Klassen befinden sich in der Jakarta EE. Zusammen mit den JavaBeans lassen sich recht komfortabel Anwendungen schreiben, die dem MVC-Pattern genügen. Eine Vielzahl von Frameworks setzt auf dieses API auf. Seit 2004 beinhaltet die Java-Plattform mit JavaServer Faces ein eigenes API für Webanwendungen, welche auf dem MVC-Pattern beruhen.

### Persistenz
Um Daten dauerhaft zu speichern (zu „persistieren“), stellt die Enterprise Edition die Enterprise JavaBeans (EJBs) zur Verfügung. Dort kommen Entity Beans (zur Abbildung von fachlichen Objekten bzw. Entities), Session Beans (zur Abbildung des Workflows) und Message Driven Beans (für asynchrone Kommunikation) zum Einsatz. Der recht umständliche und nicht objektorientierte Ansatz wird mit der neuesten Spezifikation EJB 3.0 generalüberholt. Es existieren zahlreiche Frameworks, die Alternativen zur Persistierung anbieten (beispielsweise JDO oder Hibernate).
Als elementare Persistenzmechanismen bieten die Java-Kernbibliotheken zwei weitere Verfahren an:
- Die Serialisierung von Objektbäumen in Binärdateien über Klassen des Pakets „java.io“ und
- die Serialisierung von JavaBeans in XML-Dateien über Klassen des Pakets „java.beans“.

### Optionale Java-Packages und verwandte Technologien
Zusätzlich zu den oben genannten Bestandteilen der Java-Plattform, die immer vorhanden sein müssen, gibt es noch eine Reihe optionaler Komponenten, die bei Bedarf installiert werden können. Beispiele:
- Das Java Media Framework (JMF) ermöglicht die Ausgabe multimedialer Daten wie beispielsweise Videos.
- Die Klassenbibliothek Java 3D stellt Klassen zu Darstellung dreidimensionaler, bewegter und interaktiver Grafiken bereit.
- Java Advanced Imaging enthält Klassen für die Bearbeitung von Bilddateien.
- Java Speech erzeugt aus Text gesprochene Sprache.
- Das JavaHelp System kann für die Erstellung von Hilfsdokumentation zu Java-Anwendungen verwendet werden.